# اکین ترکمن
اکین ترکمن (انگلیسی: Ekin Türkmen؛ زادهٔ ۲۲ اوت ۱۹۸۴) بازیگر اهل ترکیه است.